# Belgrandia dunalina
Belgrandia dunalina is een slakkensoort uit de familie van de Hydrobiidae. De wetenschappelijke naam van de soort is voor het eerst geldig gepubliceerd in 1856 door Moquin-Tandon.